# Saxotromba
El Saxotromba és un instrument de vent-metall inventat pel fabricant d'instruments Adolphe Sax voltant de l'any 1844. Va ser dissenyat per a les bandes de l'exèrcit francès, probablement com a substitut de la trompa. Aproximadament en 1867 el saxotromba no era utilitzat per aquestes bandes, però va continuar sent fabricat fins a les dècades primerenques del segle vint, èpoques durant les quals l'instrument va fer aparicions esporàdiques en l'òpera.
Les especificacions tècniques de la saxotromba i la constitució original de la seva família no es coneixen amb certesa. Inicialment, l'instrument tenia el mateix disseny vertical que la seva estreta relació amb el saxhorn, amb la campana apuntant cap amunt, encara que posteriorment es van dissenyar models d'ambdues famílies amb campanes orientades cap endavant (pavelló tournant). L'embocadura tenia forma de copa, i el forat era cònic, sent probablement intermedi entre el forat cilíndric de la trompeta natural i el forat cònic de la trompa natural; la conicitat era més lenta que la dels saxhorns i les cornetes.
El nom de l'instrument combina el cognom de Sax amb la paraula italiana per a "trompeta" (tromba). A Alemanya l'instrument es coneix amb el nom de Saxtromba; a França el terme saxotromba s'aplica generalment a un altre parent proper, la tuba de Wagner.